# Mauricette Colavito
Mauricette Colavito, née Chavinas le 7 juin 1945 à Avignon, dite Assurance tous risques, est une ancienne tireuse sportive française.
Elle est la plus titrée des tireurs françaises, grâce à sa discipline de Ball-trap sur fosse olympique et universelle et américaine, à laquelle elle s’initia dès 1968.
S’entraînant fréquemment sur les stands de tir de Blagnac et de Montauban de par ses liens familiaux locaux, elle fut dirigée par André Llanes en équipe de France, dont elle fut membre durant 20 années consécutives, de 1979 à 1999. Elle est membre de la ligue Provence, affiliée au club « Cabannes Ball-trap ».
Elle exerce depuis 1969 son activité de chef d’entreprise à Avignon à temps plein, dans une société spécialisée dans le contrôle et le traitement des charpentes en bois alias "C.T.C ", créée en 1969.
Elle est membre de la confrérie de l'Échansonnerie des papes de Châteauneuf-du-Pape, et fait partie du bureau fédéral de la FFBT.

## Palmarès
- Championne du monde de tir à la fosse universelle olympique en 1999 (à Olivenza: 185/200 alors, à 54 ans)[1];
- Championne du monde par équipes à la fosse olympique en 1996, 1997, 1998, 1999 et 2000[2];
  -  Vice-championne du monde à la fosse olympique en 1981 (Tucuman (Argentine));
    -  3e du championnat du monde à la fosse olympique par équipes en 1991 (Perth)[3];
    -  3e du championnat du monde "double trap" par équipes en 1991 (Perth)[4];
- Championne d'Europe par équipes à la fosse olympique en 1995, 1997, 1998, 1999 et 2000;
- Championne d'Europe par équipes à la fosse américaine en 1991 (Bologne);
- Championne d'Europe par équipes "double trap" en 1991 (Bologne)[5];
  -  Vice-championne d'Europe à la fosse olympique en 1983 (Bucarest) et 1991 (Bologne);
  -  Vice-championne d'Europe "double trap" en 1991 (Bologne)[6];
  -  Vice-championne d'Europe à la fosse olympique par équipes en 1984, 1986, 1987, 1992 et 1996;
    -  3e du championnat d'Europe à la fosse olympique par équipes en 1985, 1988, 1997 et 1999;
- Championne de France de ball-trap: à treize reprises.

## Distinctions
- Nommée Chevalière de la Légion d'honneur le 30 décembre 2000, sur proposition du ministère de la jeunesse et des sports[7].